# Bangi-Ntomba-talen
De Bangi-Ntomba-talen vormen een ondergroep van de Bantoetalen. Deze in totaal 27 talen worden voornamelijk gesproken Congo-Kinshasa en Congo-Brazzaville door in totaal ca. 6.563.000 mensen. 

## Verdere onderverdeling
- Bamwe, ca. 20.000 sprekers
- Bangi, ca. 111.000 sprkers, ook in Congo-Brazzaville
- Boko, ca. 21.000 sprekers
- Bolia, ca. 100.000 sprekers
- Bolondo, ca. 3000 sprekers
- Bomboli, ca. 2500 sprekers
- Bomboma, ca. 23.000 sprekers
- Bozaba, ca. 5500 sprekers
- Dzano, ca. 6000 sprekers
- Bala of Lobala, ca. 60.000 sprekers
- Mabaale, ca. 42.000 sprekers
- Moi, ca. 3000 sprekers, alleen in Congo-Brazzaville
- Ntomba, ca. 100.000 sprekers
- Sakata, ca. 75.000 sprekers
- Sengele, ca. 17.000 sprekers
- Yamongeri, ca. 13.000 sprekers
- Lusengo-talen
  - Babango, ca. 2550 spreker
  - Bangala, ca. 3.500.000 sprekers
  - Boloki, ca. 4200 sprekers
  - Budza, ca. 226.000 sprekers
  - Lingala, ca. 2.130.000 sprekers, ook in Congo-Brazzaville
  - Lusengo, ca. 42.000 sprekers
  - Ndolo, ca. 8000 sprekers
- Ngiri-talen
  - Baloi, ca. 20.000 sprekers
  - Libinza, ca. 10.000 sprekers
  - Likila, ca. 8400 sprekers
  - Ndobo, ca. 10.200 sprekers

## Weblinks
- Bangi-Ntomba-talen in de Ethnologue